# 서노코

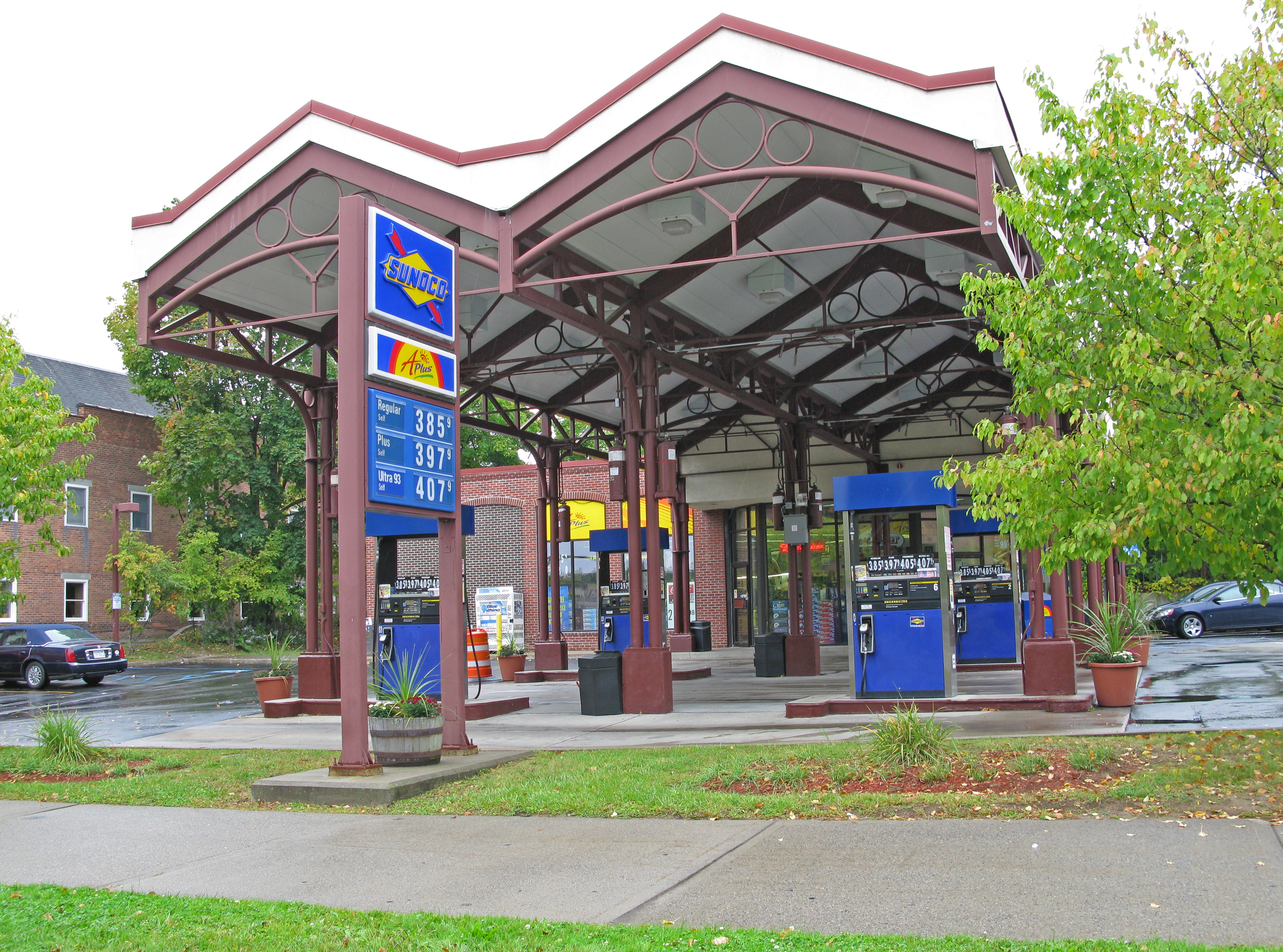

서노코(Sunoco, NYSE: SUN)는 미국 펜실베이니아주 필라델피아에 본사를 둔 석유 및 석유화학 제조기업이다.

## 참조
1. ↑  셰일가스 개발 붐 타고 필라델피아 에너지 허브로 급부상《파이낸셜뉴스》, 2014년 11월 17일